# Robert Lindstedt
Robert Lindstedt (ur. 19 marca 1977 w Sundbybergu) – szwedzki tenisista, zwycięzca Australian Open 2014 w grze podwójnej, reprezentant w Pucharze Davisa, olimpijczyk z Londynu (2012).

## Kariera zawodowa
Zawodowy tenisista w latach 1998–2021.
Sukcesy Lindstedt odnosił głównie w grze podwójnej, w której został mistrzem w sezonie 2014 Australian Open, gdzie tworzył parę z Łukaszem Kubotem. W finale pokonali 6:3, 6:3 Erika Butoraka i Ravena Klaasena. Szwed jest również finalistą Wimbledonu z lat 2010, 2011 i 2012 startując w każdej edycji turnieju z Horią Tecău. W 2015 roku Lindstedt osiągnął półfinał US Open, partnerując Dominikowi Inglotowi. Na French Open tenisista szwedzki najdalej doszedł do ćwierćfinału, podczas edycji 2011 i 2014, występując wspólnie z Horią Tecău, a potem z Łukaszem Kubotem. Łącznie w deblu Lindstedt jest zwycięzcą 23 turniejów rangi ATP Tour z 48 rozegranych finałów.
W lipcu 2019 Szwed został finalistą miksta Wimbledonu u boku Jeļeny Ostapenko, z którą decydujący mecz przegrał 2:6, 3:6 z parą Latisha Chan–Ivan Dodig.
W latach 2007–2021 reprezentant Szwecji w Pucharze Davisa.
W 2012 roku wystąpił na igrzyskach olimpijskich w Londynie. W deblu odpadł w 2 rundzie, grając razem z Johanem Brunströmem, a w grze mieszanej w 1 rundzie, partnerując Sofii Arvidsson.
W rankingu gry pojedynczej Lindstedt najwyżej był na 309. miejscu (26 kwietnia 2004), a w klasyfikacji gry podwójnej na 3. pozycji (20 maja 2013).

### Finały w turniejach ATP Tour
| Legenda                                      |
| -------------------------------------------- |
| Wielki Szlem                                 |
| Igrzyska olimpijskie                         |
| Tennis Masters Cup / ATP Finals              |
| ATP Masters Series / ATP Tour Masters 1000   |
| ATP International Series Gold / ATP Tour 500 |
| ATP International Series / ATP Tour 250      |

#### Gra podwójna (23–25)
| Końcowy wynik | Nr  | Data                 | Turniej                    | Nawierzchnia    | Partner              | Przeciwnicy                            | Wynik finału                  |
| ------------- | --- | -------------------- | -------------------------- | --------------- | -------------------- | -------------------------------------- | ----------------------------- |
| Finalista     | 1.  | 2 października 2005  | Ho Chi Minh                | Dywanowa (hala) | Ashley Fisher        | Lars Burgsmüller Philipp Kohlschreiber | 7:5(3), 4:6, 2:6              |
| Finalista     | 2.  | 6 marca 2006         | Las Vegas                  | Twarda          | Jaroslav Levinský    | Bob Bryan Mike Bryan                   | 3:6, 2:6                      |
| Finalista     | 3.  | 23 lipca 2006        | Stuttgart                  | Ceglana         | Yves Allegro         | Gastón Gaudio Maks Mirny               | 5:7, 7:6, 10–12               |
| Zwycięzca     | 1.  | 30 września 2007     | Mumbaj                     | Twarda          | Jarkko Nieminen      | Rohan Bopanna Aisam-ul-Haq Qureshi     | 7:6(3), 7:6(5)                |
| Zwycięzca     | 2.  | 7 października 2007  | Tokio                      | Twarda          | Jordan Kerr          | Frank Dancevic Stephen Huss            | 6:4, 6:4                      |
| Zwycięzca     | 3.  | 17 sierpnia 2008     | Waszyngton                 | Twarda          | Marc Gicquel         | Bruno Soares Kevin Ullyett             | 7:6(6), 6:3                   |
| Zwycięzca     | 4.  | 17 stycznia 2009     | Auckland                   | Twarda          | Martin Damm          | Scott Lipsky Leander Paes              | 7:5, 6:4                      |
| Zwycięzca     | 5.  | 8 lutego 2009        | Zagrzeb                    | Twarda (hala)   | Martin Damm          | Christopher Kas Rogier Wassen          | 6:4, 6:3                      |
| Finalista     | 4.  | 1 marca 2009         | Dubaj                      | Twarda          | Martin Damm          | Rik de Voest Dmitrij Tursunow          | 6:4, 3:6, 5–10                |
| Finalista     | 5.  | 10 maja 2009         | Estoril                    | Ceglana         | Martin Damm          | Eric Butorac Scott Lipsky              | 3:6, 2:6                      |
| Finalista     | 6.  | 19 lipca 2009        | Båstad                     | Ceglana         | Robin Söderling      | Jaroslav Levinský Filip Polášek        | 6:1, 3:6, 7–10                |
| Zwycięzca     | 6.  | 9 sierpnia 2009      | Waszyngton                 | Twarda          | Martin Damm          | Mariusz Fyrstenberg Marcin Matkowski   | 7:5, 7:6(3)                   |
| Finalista     | 7.  | 21 lutego 2010       | Marsylia                   | Twarda (hala)   | Julian Knowle        | Julien Benneteau Michaël Llodra        | 4:6, 3:6                      |
| Zwycięzca     | 7.  | 11 kwietnia 2010     | Casablanca                 | Ceglana         | Horia Tecău          | Rohan Bopanna Aisam-ul-Haq Qureshi     | 6:2, 3:6, 10–7                |
| Zwycięzca     | 8.  | 19 kwietnia 2010     | ’s-Hertogenbosch           | Trawiasta       | Horia Tecău          | Lukáš Dlouhý Leander Paes              | 1:6, 7:5, 10–7                |
| Finalista     | 8.  | 4 lipca 2010         | Wimbledon, Londyn          | Trawiasta       | Horia Tecău          | Jürgen Melzer Philipp Petzschner       | 1:6, 5:7, 5:7                 |
| Zwycięzca     | 9.  | 18 lipca 2010        | Båstad                     | Ceglana         | Horia Tecău          | Andreas Seppi Simone Vagnozzi          | 6:4, 7:5                      |
| Zwycięzca     | 10. | 29 sierpnia 2010     | New Haven                  | Twarda          | Horia Tecău          | Rohan Bopanna Aisam-ul-Haq Qureshi     | 6:4, 7:5                      |
| Finalista     | 9.  | 9 stycznia 2011      | Brisbane                   | Twarda          | Horia Tecău          | Lukáš Dlouhý Paul Hanley               | 4:6, krecz                    |
| Zwycięzca     | 11. | 10 kwietnia 2011     | Casablanca                 | Ceglana         | Horia Tecău          | Colin Fleming Igor Zelenay             | 6:2, 6:1                      |
| Finalista     | 10. | 19 czerwca 2011      | ’s-Hertogenbosch           | Trawiasta       | Horia Tecău          | Daniele Bracciali František Čermák     | 3:6, 6:2, 8–10                |
| Finalista     | 11. | 2 lipca 2011         | Wimbledon, Londyn          | Trawiasta       | Horia Tecău          | Bob Bryan Mike Bryan                   | 3:6, 4:6, 6:7(2)              |
| Zwycięzca     | 12. | 17 lipca 2011        | Båstad                     | Ceglana         | Horia Tecău          | Simon Aspelin Andreas Siljeström       | 6:3, 6:3                      |
| Finalista     | 12. | 7 sierpnia 2011      | Waszyngton                 | Twarda          | Horia Tecău          | Michaël Llodra Nenad Zimonjić          | 7:6(3), 6:7(6), 7–10          |
| Finalista     | 13. | 9 października 2011  | Pekin                      | Twarda          | Horia Tecău          | Michaël Llodra Nenad Zimonjić          | 6:7(2), 6:7(4)                |
| Finalista     | 14. | 19 lutego 2012       | Rotterdam                  | Twarda (hala)   | Horia Tecău          | Michaël Llodra Nenad Zimonjić          | 6:4, 5:7, 14–16               |
| Zwycięzca     | 13. | 28 kwietnia 2012     | Bukareszt                  | Ceglana         | Horia Tecău          | Jérémy Chardy Łukasz Kubot             | 7:6(2), 6:3                   |
| Finalista     | 15. | 13 maja 2012         | Madryt                     | Ceglana         | Horia Tecău          | Mariusz Fyrstenberg Marcin Matkowski   | 3:6, 4:6                      |
| Zwycięzca     | 14. | 23 czerwca 2012      | ’s-Hertogenbosch           | Trawiasta       | Horia Tecău          | Juan Sebastián Cabal Dmitrij Tursunow  | 6:3, 7:6(1)                   |
| Finalista     | 16. | 7 lipca 2012         | Wimbledon, Londyn          | Trawiasta       | Horia Tecău          | Jonathan Marray Frederik Nielsen       | 6:4, 4:6, 6:7(5), 7:6(5), 3:6 |
| Zwycięzca     | 15. | 15 lipca 2012        | Båstad                     | Ceglana         | Horia Tecău          | Alexander Peya Bruno Soares            | 6:3, 7:6(5)                   |
| Zwycięzca     | 16. | 19 sierpnia 2012     | Cincinnati                 | Twarda          | Horia Tecău          | Mahesh Bhupathi Rohan Bopanna          | 6:4, 6:4                      |
| Finalista     | 17. | 21 października 2012 | Sztokholm                  | Twarda (hala)   | Nenad Zimonjić       | Marcelo Melo Bruno Soares              | 7:6(4), 5:7, 6–10             |
| Zwycięzca     | 17. | 17 lutego 2013       | Rotterdam                  | Twarda (hala)   | Nenad Zimonjić       | Thiemo de Bakker Jesse Huta Galung     | 5:7, 6:3, 10–8                |
| Finalista     | 18. | 2 marca 2013         | Dubaj                      | Twarda          | Nenad Zimonjić       | Mahesh Bhupathi Michaël Llodra         | 6:7(6), 6:7(6)                |
| Finalista     | 19. | 28 kwietnia 2013     | Barcelona                  | Twarda          | Daniel Nestor        | Alexander Peya Bruno Soares            | 7:5, 6:7(7), 4–10             |
| Finalista     | 20. | 20 października 2013 | Sztokholm                  | Twarda (hala)   | Jonas Björkman       | Aisam-ul-Haq Qureshi Jean-Julien Rojer | 2:6, 2:6                      |
| Zwycięzca     | 18. | 25 stycznia 2014     | Australian Open, Melbourne | Twarda          | Łukasz Kubot         | Eric Butorac Raven Klaasen             | 6:3, 6:3                      |
| Finalista     | 21. | 3 maja 2015          | Stambuł                    | Ceglana         | Jürgen Melzer        | Radu Albot Dušan Lajović               | 4:6, 6:7(2)                   |
| Zwycięzca     | 19. | 29 sierpnia 2015     | Winston-Salem              | Twarda          | Dominic Inglot       | Eric Butorac Scott Lipsky              | 6:2, 6:4                      |
| Zwycięzca     | 20. | 2 października 2016  | Shenzhen                   | Twarda          | Fabio Fognini        | Oliver Marach Fabrice Martin           | 7:6(3), 6:3                   |
| Finalista     | 22. | 30 października 2016 | Bazylea                    | Twarda (hala)   | Michael Venus        | Marcel Granollers Jack Sock            | 3:6, 4:6                      |
| Zwycięzca     | 21. | 1 lipca 2017         | Antalya                    | Trawiasta       | Aisam-ul-Haq Qureshi | Oliver Marach Mate Pavić               | 7:5, 4:1 krecz                |
| Zwycięzca     | 22. | 6 maja 2018          | Stambuł                    | Ceglana         | Dominic Inglot       | Ben McLachlan Nicholas Monroe          | 3:6, 6:3, 10–8                |
| Finalista     | 23. | 17 czerwca 2018      | Stuttgart                  | Trawiasta       | Marcin Matkowski     | Philipp Petzschner Tim Pütz            | 6:7(5), 3:6                   |
| Finalista     | 24. | 30 września 2018     | Shenzhen                   | Twarda          | Rajeev Ram           | Ben McLachlan Joe Salisbury            | 6:7(5), 6:7(4)                |
| Finalista     | 25. | 25 maja 2019         | Genewa                     | Ceglana         | Matthew Ebden        | Oliver Marach Mate Pavić               | 4:6, 4:6                      |
| Zwycięzca     | 23. | 22 września 2019     | Metz                       | Twarda (hala)   | Jan-Lennard Struff   | Nicolas Mahut Édouard Roger-Vasselin   | 2:6, 7:6(1), 10–4             |

#### Gra mieszana (0–1)
| Końcowy wynik | Nr | Data          | Turniej           | Nawierzchnia | Partnerka        | Przeciwnicy             | Wynik finału |
| ------------- | -- | ------------- | ----------------- | ------------ | ---------------- | ----------------------- | ------------ |
| Finalista     | 1. | 13 lipca 2019 | Wimbledon, Londyn | Trawiasta    | Jeļena Ostapenko | Latisha Chan Ivan Dodig | 2:6, 3:6     |

### Starty wielkoszlemowe (gra podwójna)
| Turniej          | 2004  | 2005  | 2006  | 2007  | 2008  | 2009  | 2010  | 2011  | 2012  | 2013  | 2014  | 2015  | 2016  | 2017  | 2018  | 2019  | 2020  | 2021  | Wygrane turnieje |
| ---------------- | ----- | ----- | ----- | ----- | ----- | ----- | ----- | ----- | ----- | ----- | ----- | ----- | ----- | ----- | ----- | ----- | ----- | ----- | ---------------- |
| Australian Open  | –     | –     | 2R    | 1R    | 2R    | 2R    | 1R    | 1R    | SF    | 2R    | W     | 2R    | 3R    | 2R    | 2R    | 1R    | 1R    | –     | 1 / 15           |
| French Open      | –     | 1R    | 1R    | –     | 2R    | 1R    | 1R    | QF    | 2R    | 2R    | QF    | 2R    | –     | 3R    | 1R    | 1R    | 2R    | –     | 0 / 14           |
| Wimbledon        | 2R    | 2R    | 1R    | 2R    | QF    | 3R    | F     | F     | F     | QF    | 2R    | 2R    | 3R    | 3R    | QF    | 2R    | NH    | –     | 0 / 16           |
| US Open          | 1R    | 2R    | 2R    | 2R    | QF    | 3R    | 3R    | QF    | 3R    | 2R    | 2R    | SF    | QF    | 3R    | 1R    | 1R    | –     | –     | 0 / 16           |
| Wygrane turnieje | 0 / 2 | 0 / 3 | 0 / 4 | 0 / 3 | 0 / 4 | 0 / 4 | 0 / 4 | 0 / 4 | 0 / 4 | 0 / 4 | 1 / 4 | 0 / 4 | 0 / 3 | 0 / 4 | 0 / 4 | 0 / 4 | 0 / 2 | 0 / 0 | 1 / 61           |